# Adolf Gerstmann
Adolf Joseph Gerstmann (ursprünglich Abraham Josef Gerstmann; * 31. Juli 1855 in Ostrowo, Provinz Posen, Königreich Preußen; † 30. Oktober 1921 in Stuttgart, Weimarer Republik) war ein jüdisch-deutscher Schriftsteller, Übersetzer, Literaturkritiker und Dramaturg. Gerstmann schrieb zahlreiche Dramen, Romane und Erzählungen, die zu seinen Lebzeiten relativ erfolgreich waren, heute aber weitgehend in Vergessenheit geraten sind. Nachhaltig verdient machte er sich um die Übersetzung und Besprechung der Werke von Iwan Turgenjew und Alphonse Daudet.

## Leben
Gerstmann wurde 1855 im Osten des Königreichs Preußen geboren. Wenige Monate nach seiner Geburt zog die jüdische Familie nach Berlin, wo er aufwuchs und später das Friedrichswerdersche Gymnasium besuchte. Vom Deutsch-Französischen Krieg angeregt, schrieb er als 15-Jähriger das Theaterstück Preußen in Paris, welches am 15. September 1870 am Königstädter Theater in Berlin uraufgeführt wurde und danach noch weitere 72 Mal gegeben worden sein soll. Von diesem Erfolg beflügelt verfasste er in den 1870er Jahren mindestens sieben weitere Stücke, hauptsächlich heiteren Charakters. Nach Abschluss des Gymnasiums studierte er an der Humboldt-Universität zu Berlin moderne Sprachen und Literatur.
Von 1879 bis 1881 stand Gerstmann dem Feuilleton der Zeitung Kleines Journal vor. Nach deren Verkauf arbeitete er als freier Schriftsteller. Binnen weniger Jahre übersetzte er fortan 18 Romane und Novellen von Iwan Turgenjew, die sukzessive bei Otto Janke in Berlin erschienen. Außerdem übersetzte er für den Reclam-Verlag Alphonse Daudets Schelmenroman Die wunderbaren Abenteuer des Tartarin von Tarascon und schrieb eine zweibändige Biographie des Autors. Das selbst verfasste Volksstück Die Leute von Hohen-Selchow wurde am 17. Februar 1883 in Berlin uraufgeführt. Ab 1883 arbeitete er für die National-Zeitung und den Pester Lloyd und seine literarische Produktion ging wieder zurück. Dafür erschienen zwischen 1886 und 1890 seine Feuilletons in mehreren Sammelbänden.
Im Herbst 1888 wurde Gerstmann Dramaturg am neueröffneten Berliner Theater. 1893 wechselte er in derselben Position ans Königliche Hoftheater in Stuttgart, an dem er bis 1908 tätig war. 1891 wurde er zum Professor ernannt, außerdem wurde er Geheimer Hofrat. 1908 übernahm er die Direktion des Intimen Theaters in Stuttgart.
Zwischen 1913 und 1916 veröffentlichte Gerstmann sein Alterswerk, die Romane Hilde Schott (1913) und Die Sponin (1915), ferner die Novellen und Erzählungen Die Geschichte vom Mühlhofbauer (1914), Der Knopf (1914), Die schöne Curzolanerin (1915) und Der Südwester (1916).
Er starb 1921, mit 66 Jahren, in Stuttgart.

## Werke

### Drama
- Preußen in Paris. Zeitbild mit Gesang, 1870
- Vergesslich. Schwank
- Eine Muster-Ehe. Lustspiel
- Zwei Lebensretter. Lustspiel
- Die Ehestifter. Lustspiel
- Der Herr Kommissionär. Lustspiel
- Ein Bild aus dem Leben. Volksstück, 1875
- Auf verbotenen Wegen. Lustspiel, 1876
- Die Leute von Hohen-Selchow. Volksstück mit Gesang in drei Aufzügen. Reclam, Leipzig 1884. Google Books
- Die Spielkasse. Schwank, 1886
- Die Frau vom Hause. Schauspiel, 1888
- Die Komödie Sr. Durchlaucht. Lustspiel in vier Akten, 1891 (posthume Bearbeitung von Michael Klapps Stück)

### Epik
- Assuntas Schatz. Novelle. Bonz, Stuttgart 1895.
- Hilde Schott. Roman. Enßlin & Laiblin, Reutlingen 1913.
- Die Geschichte vom Mühlhofbauer. Novelle. Reclam, Leipzig 1914.
- Der Knopf. Erzählung. In: Velhagen & Klasings Monatshefte 28 (1913/1914), 7, S. 460–467.
- Die Spionin. Roman. Engelhorn, Stuttgart 1915. Digitalisat
- Die schöne Curzolanerin. Novelle. Reclam, Leipzig 1915.
- Der Südwester / Der Knopf. Zwei Schwarzwaldgeschichten. Mit vielen Bildern von M. Hohneck. Enßlin & Laiblin, Reutlingen 1916.

### Übersetzungen von Iwan Turgenjew
- Der König Lear der Steppe. Erzählung. Otto Janke, Berlin 1882. Google Books
- Erzählungen eines alten Mannes. 3. Aufl. Otto Janke, Berlin 1883. Google Books
- Frühlingswogen. Roman. Otto Janke, Berlin 1883. Google Books
- Dimitri Rudin. Roman. Otto Janke, Berlin 1884.
- Annuschka. Erzählung. Otto Janke, Berlin 1885. Google Books
- Visionen / Der Faktor. Zwei Novellen. Reclam, Leipzig 1885. Google Books
- Der Brigadier. Erzählung. Otto Janke, Berlin 1885. Google Books
- Das adlige Nest. Roman. Otto Janke, Berlin 1885. Neuauflage als Das Adelsnest. 1920.
- Lieutenant Jergunow’s Abenteuer. Erzählung. Otto Janke, Berlin 1885.
- Aus dem Tagebuche eines Jägers. Otto Janke, Berlin 1885. Google Books
- Drei Begegnungen. Erzählung. Otto Janke, Berlin 1886.
- Der Steppenjunker. Erzählung. Otto Janke, Berlin 1886. (= Otryvki iz vospominanij svoich i čužich)
- Väter und Söhne. Roman. 3. Aufl. Otto Janke, Berlin 1906. 4. Aufl. 1908.
- Die Kameraden. Erzählung. Otto Janke, Berlin o. J.
- Helene. Roman. Otto Janke, Berlin o. J.
- Aus der Jugendzeit. Drei Erzählungen. Berlin o. J.
- Neuland. Roman. Die Buchgemeinde, Berlin 1927.

### Übersetzungen aus dem Französischen
- Alphonse Daudet: Künstler-Ehen. Pariser Skizzen. Reclam, Leipzig 1882. Neuaufl. 1919.
- Alphonse Daudet: Die wunderbaren Abenteuer des Tartarin von Tarascon. Reclam, Leipzig 1883. Google Books Gelber Verlag, Dachau 1913. Reclam, Leipzig 1917. Einhorn-Verlag, München 1937. Reclam, Stuttgart 1952. 2. Aufl. 1963.
- Alphonse Daudet: Aus dem Leben. Erzählungen und Skizzen. Minden 1886.
- Eugène Labiche: Der Kernpunkt. Schwank in vier Aufzügen. Reclam, Leipzig 1886. (Bearbeitung, UA 2. April 1885, Berlin, Residenz-Theater)

### Sachbücher
- Alphonse Daudet. Sein Leben und seine Werke bis zum Jahre 1883. Albert Unflad, Leipzig 1883. Google Books
- Das moderne deutsche Kunst-Sortiment. Rühle, Leipzig 1886.
- Theatergeschichtlicher Rückblick auf das Jahr … Entsch, Berlin 1887–1890.